# I Really Wish I Hated You
«I Really Wish I Hated You» —en español: «Realmente deseo haberte odiado»— es una canción de la banda de rock estadounidense Blink-182. La canción fue lanzada el 6 de septiembre de 2019 a través de Columbia Records, como el quinto y último sencillo del octavo álbum de estudio Nine. Fue escrito por el bajista Mark Hoppus, el baterista Travis Barker y el guitarrista Matt Skiba , así como por los productores Andrew Watt y John Feldmann, y los compositores Ali Tamposi y Nathan Perez.

## Antecedentes
"I Really Wish I Hated You" es una colaboración con el productor Andrew Watt y los compositores Ali Tamposi y Nathan Perez. Watt canta y toca la guitarra en la pista, y a Pérez también se le atribuye la guitarra. John Feldmann, uno de los productores de Nine , también contribuyó con el trabajo de producción, instrumentación y programación, y guitarra. La canción fue grabada principalmente en Opra Studios, el estudio de Barker en North Hollywood, California.
Skiba y Hoppus lo consideraron como una de las canciones más difíciles de desarrollar para Nine , señalando en una entrevista que pasó por hasta cinco iteraciones diferentes. Skiba reconoció que "hubo muchos empujones desde todos los lados, y había muchos cocineros muy talentosos y obstinados en la cocina de diferentes orígenes musicales" que dificultaron la finalización de la canción. Al final, el trío "eligió la versión que más se parece a Blink, mientras sigue desafiando los límites o la falta de ella".

## Lanzamiento
La banda tocó la canción en vivo por primera vez el 12 de septiembre de 2019 en el Xcel Energy Center en Saint Paul, Minnesota.  La actuación fue grabada y luego transmitida en el programa Monday Night Football Genesis Halftime Show de ESPN el 23 de septiembre de 2019. La canción entró en el top 20 de la lista de ventas de canciones de iTunes de Estados Unidos

## Lista de canciones
- Descarga digital

1. «I Really Wish I Hated You» – 3:11